# Philip Arestis
Philip Arestis (* 24. Oktober 1941 in Famagusta, Zypern) ist ein britischer Wirtschaftswissenschaftler.

## Leben und Wirken
Philip Arestis studierte zunächst in Athen Wirtschaftswissenschaften und erlangte dann an der London School of Economics den Master of Science. Anschließend ging er an das Woolwich Polytechnic, einen Vorgänger der heutigen University of Greenwich, und lehrte zur gleichen Zeit an der University of Surrey und an der University of Cambridge. An der University of Surrey erlangte er Mitte der 1970er Jahre den Ph.D., wurde an der University of Greenwich Senior Lecturer und später Principal Lecturer und Leiter der Abteilung für Ökonomie. Dort wurde die Zeitschrift Thames Papers in Political Economy gegründet, die in die International Papers in Political Economy überging und von Philip Arestis und Malcolm C. Sawyer herausgegeben wird. Später wurde er als Professor an die University of East London berufen und wurde dort Leiter des Departments für Ökonomie. Nach einigen Gastaufenthalten, unter anderem für einige Jahre am Bard College im Bundesstaat New York der Vereinigten Staaten, kam er an das Department für Landwirtschaftswissenschaft der University of Cambridge. Er war beteiligt an der Gründung des Cambridge Centre for Economic and Public Policy und ist dessen Forschungsdirektor.
Philip Arestis ist emeritierter Fellow des Wolfson Colleges in Cambridge. Er ist bzw. war Professor für Wirtschaftswissenschaften an der Universidad del País Vasco, Spanien, Distinguished Adjunct Professor für Wirtschaftswissenschaften an der University of Utah, Senior Scholar am Levy Economics Institute in New York, Professorial Research Associate an der School of Oriental and African Studies der Universität London und Gastprofessor an der Leeds Business School der University of Leeds. Von 2009 bis 2010 hatte er den Queen Victoria Eugenia-Lehrstuhl der British Hispanic Foundation inne und war Berater der Central Asia Regional Economic Cooperation unter Schirmherrschaft der Asian Development Bank. Er ist leitender Wirtschaftsberater (Chief Economic Advisor) des britischen Government Economic Service.

## Schriften
Philip Arestis ist Autor oder Mitautor und Herausgeber oder Mitherausgeber von über siebzig Büchern und Autor von über dreihundert Forschungsberichten, Zeitschriftenartikeln und Buchkapiteln.
- mit George Hadjimatheou: Introducing Macroeconomic Modelling. An Econometric Study of the United Kingdom. Macmillan, London 1982, ISBN 0-333-30015-7.
- mit Malcolm C. Sawyer: A Biographical Dictionary of Dissenting Economists. Elgar, Aldershot 1992, ISBN 1-85278-331-1.
- The Post-Keynesian Approach to Economics. An Alternative Analysis of Economic Theory and Policy. Elgar, Aldershot 1992, ISBN 1-85278-154-8.
- Money, Pricing, Distribution and Economic Integration. Macmillan, Basingstoke 1997, ISBN 0-333-63794-1.
- mit Malcolm C. Sawyer: Re-examining Monetary and Fiscal Policies in the Twenty-first Century. Elgar, Cheltenham 2004, ISBN 1-84376-583-7.
- mit Elias Karakitsos: The Post-bubble U.S. Economy. Implications for Financial Markets and the Economy. Palgrave Macmillan, Basingstoke 2004, ISBN 1-4039-3650-1.

Herausgeberschaft:
- mit Thanos Skouras: Post-Keynesian Economic Theory. A Challenge to Neo-Classical Economics. Wheatsheaf, Brighton 1985, ISBN 0-7450-0027-4.
- Post-Keynesian Monetary Economics. New Approaches to Financial Modelling. Elgar, Aldershot 1988, ISBN 1-85278-046-0.
- Contemporary Issues in Money and Banking. Essays in Honour of Stephen Frowen. Macmillan, Basingstoke 1988, ISBN 0-333-44687-9.

Neuauflage:
Money and Banking. Issues for the twenty-first Century. Essays in Honour of Stephen Frowen. Macmillan, Basingstoke 1993, ISBN 0-333-60219-6.
- mit Yiannis Kitromilides: Theory and Policy in Political Economy: Essays in Pricing, Distribution and Growth. Elgar, Aldershot 1990, ISBN 1-85278-205-6.
- mit Victoria Chick: Recent Developments in Post-Keynesian Economics. Elgar, Aldershot 1992, ISBN 1-85278-412-1.
- mit Sheila C. Dow: On Money, Method and Keynes. Selected Essays by Victoria Chick. Macmillan, Basingstoke 1992, ISBN 0-333-53634-7.
- mit Mike Marshall: The Political Economy of Full Employment: Conservatism, Corporatism and Institutional Change. Elgar, Aldershot 1995, ISBN 1-85278-880-1.
- mit Victoria Chick: Finance, Development and Structural Change: Post-Keynesian Perspectives. Elgar, Aldershot 1995, ISBN 1-85278-656-6.
- Essays in Honour of Paul Davidson. Elgar, Cheltenham.

Band 1: Keynes, Money and the Open Economy. 1996, ISBN 1-85898-312-6
Band 2: Employment, Economic Growth and the Tyranny of the Market. 1996, ISBN 1-85898-313-4.
Band 3: Method, Theory and Policy in Keynes. 1998, ISBN 1-85898-626-5.
- mit Gabriel Palma, Malcolm C. Sawyer: Essays in honour of Geoff Harcourt. Routledge, London 1997.

Teil 1: Capital controversy, post-Keynesian economics and the history of economic thought. ISBN 0-415-13391-2.
Teil 2: Markets, Unemployment and Economic Policy. ISBN 0-415-13390-4.
- The Political Economy of Economic Policies. Macmillan, Basingstoke 1998, ISBN 0-333-71676-0.
- mit Malcolm C. Sawyer: The Political Economy of Central Banking. Elgar, Cheltenham 1998, ISBN 1-85898-742-3.
- The economics of the third way. Experiences from around the world. Elgar, Cheltenham 2001, ISBN 1-84064-459-1.
- mit Malcolm C. Sawyer: Money, Finance and Capitalist Development. Elgar, Cheltenham 2001, ISBN 1-84064-598-9.
- mit Malcolm C. Sawyer: A handbook of alternative monetary economics. Elgar, Cheltenham 2006, ISBN 1-84376-915-8.
- mit Malcolm C. Sawyer: Alternative perspectives on economic policies in the European Union. Palgrave Macmillan, Basingstoke 2006, ISBN 0-230-01891-2.
- mit Eckhard Hein, Edwin Le Heron: Aspects of modern monetary and macroeconomic policies. Palgrave Macmillan, Basingstoke 2007, ISBN 978-0-230-00793-2.
- mit Gennaro Zezza: Advances in Monetary Policy and Macroeconomics. Palgrave Macmillan, Basingstoke 2007 ISBN 978-0-230-80076-2.
- Is There a New Consensus in Macroeconomics? Palgrave Macmillan, Basingstoke 2007, ISBN 978-0-230-01903-4.
- mit Malcolm C. Sawyer: Critical essays on the privatization experience. Palgrave Macmillan, Basingstoke 2009, ISBN 978-0-230-22252-6.
- mit Malcolm C. Sawyer: 21st century Keynesian economics. Palgrave Macmillan, Houndmills 2010, ISBN 978-0-230-23601-1.
- mit Rogério Sobreira, José Luis Oreiro: An assessment of the global impact of the financial crisis. Palgrave Macmillan, Basingstoke 2011, ISBN 978-0-230-27160-9.
- mit Malcolm C. Sawyer: The Euro Crisis. Palgrave Macmillan, Basingstoke 2012, ISBN 978-0-230-36750-0.
- mit Malcolm C. Sawyer: Economic policies, governance and the new economics. Palgrave Macmillan, Hampshire 2013, ISBN 978-1-137-02350-6.
- mit Malcolm C. Sawyer: Emerging economies during and after the great recession. Palgrave Macmillan, Hampshire u. a. 2016, ISBN 978-1-137-48554-0.